# Edat contemporània
L'edat contemporània és el nom convencional que la historiografia occidental, principalment europea i nord-americana, aplica al període històric que comprèn des de la Revolució francesa l'any 1789 fins a la nostra actualitat. Tanmateix, cal tenir en compte que aquest període no és, en cap cas, una època lineal, sinó complexa i amb diferents canvis que la determinen. La podem caracteritzar per un marcat procés de creixement econòmic, tant des d'un punt de vista quantitatiu (producció i consum) com des d'un de qualitatiu (productivitat, mecanització i industrialització). Paral·lelament, l'economia queda determinada en aquest període per un procés de globalització accelerat, però amb una gran diversitat segons la regió analitzada.
Cal tenir en compte que aquest període té dins seu subdivisions, com els canvis de segles, i esdeveniments fonamentals per a la humanitat com la Revolució russa o la Segona Guerra mundial; aquest últim com a referent d'un període, món actual, que segons els historiadors i la disciplina s'entén com un altre període aliè a l'edat contemporània. Paral·lelament, en el món anglosaxó, existeix una altra manera d'anomenar el període actual amb el concepte de període modern, tot enllaçant des del Renaixement fins a l'actualitat. Aquest període modern es divideix en dues etapes: la primera l'edat moderna, i la segona la tardana edat moderna, separades per la Revolució anglesa del 1688 (un segle abans de la Revolució francesa).
Políticament, sorgeix una nova ideologia, el comunisme, i les seves branques socialistes, arran de l'aparició del proletariat com a classe social. És l'època dels totalitarismes, de la guerra mundial, no sols entre zones properes, i dels genocidis d'estat, però també de noves democràcies arreu, de la Declaració dels drets humans i d'organitzacions internacionals com l'ONU o la Unió Europea.
El capitalisme s'imposa com a sistema econòmic dominant i les relacions entre els diferents països formen un mercat cada cop més únic. Les diferències de classe, però, també augmenten i així es parla de primer i tercer món, segons els ingressos i el nivell de vida de cada zona. La terciarització de l'economia i la mecanització fan possible una societat del lleure.
Els mitjans de comunicació de masses ajuden a donar a conèixer els diferents models culturals, especialment l'occidental, que s'imposa amb la publicitat o el cinema. Diferents moviments rebutgen aquesta imposició, sovint aliats amb grups antiglobalització. La consciència d'estar exhaurint els recursos del planeta fa sorgir l'ecologisme. A la vegada, la societat va experimentar la destrucció de la societat preindustrial i es construïa una societat de classes presidida per una burgesia, que va contemplar el declivi dels seus antagonistes tradicionals: els privilegiats i el naixement i desenvolupament d'un de nou: el moviment obrer, en nom del qual es van plantejar diferents alternatives al mateix capitalisme. Més espectaculars foren, fins i tot, les transformacions polítiques i ideològiques (revolució liberal, nacionalisme, totalitarismes), així com les mutacions del mapa polític mundial i les majors guerres conegudes per la humanitat.
La humanitat experimentà una transició demogràfica, conclosa per a les societats més avançades (l'anomenat primer món) i encara en curs per a la major part (els països subdesenvolupats i els recentment industrialitzats), que ha portat el seu creixement més enllà dels límits que li imposava històricament la naturalesa territorial, i s'ha aconseguit la generalització del consum de tota mena de productes, serveis i recursos naturals que han elevat per a una gran part dels éssers humans el nivell de vida d'una manera abans insospitada, però que han aguditzat les desigualtats socials i espacials, i deixen plantejades per al futur pròxim greus incerteses mediambientals; a més de les migracions cap a les ciutats, que han buidat el món rural, i l'ascens de la burgesia com a classe urbana, però la veritablement dirigent de l'època.
La cultura i la ciència van protagonitzar un període d'extraordinari desenvolupament i fecunditat; mentre que l'art i la literatura s'alliberaven d'un romanticisme propiciat per les acadèmies i oberts a un públic i un mercat cada vegada més amplis; s'han vist sotmesos a l'impacte dels nous mitjans de comunicació de masses, escrits i audiovisuals, la qual cosa els va provocar una verdadera crisi d'identitat, que comença amb l'impressionisme i les avantguardes, i encara no s'ha superat.

## L'era de la Revolució francesa
Cap als anys finals del segle xviii i els primers del segle xix, s'esfondra l'Antic règim d'una manera que va ser percebuda pels contemporanis com una acceleració del ritme temporal de la història, que propicià la consecució de canvis transcendentals que havien de ser aconseguits després de vèncer de manera violenta l'oposició de les forces interessades a mantenir el passat: tots els requisits per a poder parlar d'una revolució, i del que per a Eric Hobsbawm (historiador marxista anglès) és l'era de la revolució. Sol parlar de tres plans en el mateix procés revolucionari: l'econòmic, caracteritzat pel triomf del capitalisme industrial, que supera la fase mercantilista o fisiocràtica i acaba amb el predomini del sector productiu i primari (la Revolució industrial); el camp social, caracteritzat pel triomf de la burgesia (veritable classe dirigent) i el seu concepte de societat de classes basada en la meritocràcia i l'ètica del treball, enfront de la societat estamental, dominada pels privilegiats de bressol que condicionaven l'activitat i la iniciativa des del naixement (revolució burgesa); i el pla polític i ideològic, pel qual se substitueixen les monarquies absolutes per sistemes representatius i de poders limitats, amb constitucions (pactes), parlaments i divisió de poders, justificats per la ideologia liberal (revolució liberal).
La Revolució francesa (1789 – 1799) és considerada el model de revolució política de la seva època, i va suposar la conquesta del poder per la burgesia i el desplaçament de l'aristocràcia i el clergat.
A finals del segle xviii, el Regne de França, com la major part d'Europa, estava sotmès a l'Antic règim. Era, doncs, una societat estamental fonamentada en el privilegi i la propietat de la terra. La monarquia absoluta de Lluís XVI era incapaç de millorar la situació de crisi financera, fam i debilitat de la vella estructura de classes. En aquest context, es produeix un seguit de revoltes que conduïren a la revocació de l'Antic règim.
La primera etapa revolucionària, la de la monarquia constitucional (1789-1792), succeí quan els membres del tercer estat realitzaren una revolta jurídica i es constituïren en Assemblea Nacional. Aquesta assemblea proclamà la sobirania nacional, la divisió de poders i el sufragi censatari, alhora que eliminà tots els vestigis de l'Antic règim i promulgà la Declaració dels Drets de l'Home i del Ciutadà. Paral·lelament, esclatà una revolta popular en el camp i a París, revolta simbolitzada per la presa de la Bastilla. L'Assemblea Constituent, el 1791, aprovà la primera constitució.
La segona etapa va ser la de la Convenció Republicana (1792-1794). Els problemes econòmics, socials i polítics se sumaren a l'oposició de la monarquia i l'aristocràcia, i causaren una nova onada revolucionària que desembocà en la instauració d'una república. El rei Lluís XVI va ser jutjat, condemnat i executat. La Convenció va tenir un caràcter liberal, amb l'excepció del violent període jacobí.
La darrera etapa, la del Directori (1795-1799) va consolidar el poder de la burgesia que, per mantenir-se davant la pressió dels extrems monàrquics i de l'esquerra jacobina, promogué un cop d'estat (1799), encapçalat per Napoleó Bonaparte, amb el qual finalitza el període revolucionari.

### La França de la Revolució
Les causes de la mateixa Revolució francesa varen ser ben diverses. La burgesia tenia beneficis elevats, però el seu progrés topava amb les reglamentacions que interferien en el lliure comerç i la lliure producció. A més, l'ordenació estamental els impedia accedir al poder polític. Animats per les idees il·lustrades, els burgesos demanaren canvis polítics. Per altra banda, l'aristocràcia s'aferrava a l'antic model feudal. Dins d'aquest context, una crisi econòmica bastant greu era present a França. Les condicions de vida dels camperols es van agreujar a causa de l'augment de càrregues feudals. Finalment, les finances del rei estaven en bancarrota perquè l'aristocràcia no pagava impostos, tan sols el tercer estat. La participació francesa en la Guerra d'Independència dels Estats Units (1776-1782) va fer que el dèficit en fos crònic.
El procés revolucionari es desenvolupà en diverses fases revolucionàries. En els primers moments, s'observen tres fases: l'aristocràtica, la burgesa i la popular. La primera és la revolta dels privilegiats, centrada en l'oposició dels dos estaments superiors a les mesures reformistes de Turgot, Necker, Calonne i Brienne, que volien posar remei al dèficit estatal. Des del 1783, Calonne va fer front a les dificultats econòmiques mitjançant préstecs de particulars a la corona, però finalment va reconèixer que era indispensable una reforma fiscal i va proposar establir una subvenció territorial que haurien de pagar les propietats agràries segons la seva extensió.
- 1787-1788, plantejament inicial i revolta aristocràtica;
- 1789, Estats Generals i revolta burgesa;
- 1789-1791, Assemblea Constituent, revolució jurídica i revolta popular;
- 1791-1792, monarquia constitucional i Assemblea Legislativa;
- 1792-1795, Convenció Nacional i República;
- 1795-1799, Directori, que va donar pas al Consolat des de finals del 1799.

### Herència de la revolució
L'any 1789, un vell ordre polític i social s'havia enfonsat i, malgrat el triomf sobre Napoleó de les tropes absolutistes, l'Antic règim mai no va poder ser restablert del tot, ja que les monarquies europees hagueren de fer concessions de tipus liberal; a més, la Revolució francesa serví de model i motor a les que havien d'arribar en el futur.
La Revolució francesa havia transformat la concepció política i ideològica del món contemporani. I va proporcionar el vocabulari i els programes dels partits polítics liberals, radicals i democràtics de la major part del món, els codis de lleis o els conceptes de liberalisme i de nacionalisme, però els conceptes de llibertat i drets humans que se'n deriven han estat usats per a justificar mesures tiràniques.
Pel que fa a algunes conseqüències sobre la societat francesa, foren exagerades. Per exemple, la noblesa no va ser destruïda. De les 30.000 persones executades durant el Terror, només coneixem l'origen social d'unes 14.000, de les quals al voltant de mil són nobles. Per tant, podem calcular en dos mil els nobles executats i, aproximadament 16.000 els exiliats, d'un cens de 350.000. Les transferències de propietat foren importants, però només es van vendre les propietats dels emigrats, i es calcula que la quarta part de les finques subhastades foren novament adquirides per nobles. Altres conseqüències sí que foren profundes, ja que, amb la revolució, l'individu havia conquerit la seva independència. Tots els ciutadans eren iguals davant la llei, la justícia i els impostos. La llibertat individual, de consciència i d'expressió, havia estat proclamada com a dret fonamental a defensar. La burgesia havia establert la llibertat de producció, de comerç i el dret de propietat, que amb l'abolició del sistema feudal havia permès el desenvolupament del capitalisme liberal.
La revolució havia construït una república indivisible, sense els particularismes feudals. S'havia consagrat la separació entre l'Església i l'estat, s'havia secularitzat l'ensenyament i s'havia reorganitzat l'administració estatal. Alhora, les constitucions havien assentat els principis de la sobirania nacional i de la divisió de poders.
La societat s'havia transformat profundament, el clergat havia perdut els seus privilegis, la noblesa havia desaparegut com a estament i la burgesia, en alliberar-se dels obstacles que suposaven l'aristocràcia i la monarquia absoluta, es va refermar i prosperà. El seu ascens social ja no es podia aturar.
En darrer lloc, la revolució havia provocat el despertar i el descobriment d'esperances noves en els pobles, i les idees sembrades a Europa des del 1789 fins al 1815 van germinar al llarg de tot el segle xix. Neix una nova Europa amb constitucions que limiten el poder dels sobirans, amb divisió de poders, eleccions, partits, publicitat en la vida política, diaris. L'herència d'aquests sis anys d'història de França es percep en tota la història contemporània d'Occident.

## Revolucions polítiques liberals

### Revolució liberal
En paral·lel a la Revolució industrial, el poder econòmic creixent de la burgesia xocava amb els privilegis dels dos estaments socials que conservaven les seves prerrogatives des de l'edat mitjana, que eren el clergat i la noblesa. Ja a finals del segle xvii, els monarques absoluts havien començat a prescindir dels aristòcrates per al govern, agafant com a ministres gent de la burgesia, com per exemple Jean-Baptiste Colbert, ministre de finances de Lluís XIV. D'aquesta manera, els burgesos van anar cobrant consciència del seu propi poder. Al segle xviii, van abraçar els ideals de la Il·lustració. En resposta, els monarques absoluts adoptaren algunes idees il·lustrades, creant així el despotisme il·lustrat, el qual a la llarga es va revelar com a insuficient per a satisfer les aspiracions burgeses, que s'inclinaven amb força cada vegada més gran cap a un govern constitucional. Finalment, davant la resistència de la noblesa, el descontentament de la burgesia esclatà en forma de revoltes populars contra els privilegiats. A les colònies amb una burgesia ascendent, això es va manifestar en guerres d'independència, mentre que a les metròpolis, va produir moviments revolucionaris.
En la ideologia d'aquestes revolucions, van tenir un paper important dues nocions filosòfiques i jurídiques íntimament vinculades, que són la moderna teoria dels drets humans d'una banda, i el constitucionalisme per l'altra. La idea que hi ha certs drets inherents als éssers humans és antiga, i es troba, per exemple, en escrits de Ciceró o l'escolàstica; però, en general, s'associava a la religió o a una espècie d'ordre supramundà. Els il·lustrats (Locke, Rousseau...) van defensar la idea que aquests drets són inherents a tots els éssers humans per igual, pel sol fet de ser criatures racionals i, per tant, no són concessions de l'estat, ni tampoc han de tenir cap condició religiosa com ser "fills de Déu", per exemple. La secularització de la política no implicava necessàriament l'agnosticisme o l'ateisme dels il·lustrats, molts dels quals eren sincers cristians, mentre que d'altres s'identificaven amb les postures panteistes properes a la maçoneria. El principi de tolerància religiosa va ser defensat amb vehemència i compromís personal per Voltaire, l'allunyament de l'Església catòlica el va fer ser el personatge més polèmic de l'època.
També aquests drets són "drets naturals", és a dir, s'oposen als "drets positius", que són aquells consagrats pels diferents ordenaments jurídics; val a dir, els drets humans es conceben com anteriors a la llei de l'estat. "Els drets humans són recollits en una Constitució; per això, es poden anomenar constitucionals, però no són creats per aquesta. Són drets, segons es diu en aquestes declaracions, que pertanyen a l'ésser humà per ser qui és i no en virtut de certs fets propis o aliens, o de condicions posteriors, com pot ser la nacionalitat, les preferències polítiques o la religió de l'individu".
Però com que l'estat pot perjudicar aquests drets, els il·lustrats volen limitar-lo mitjançant una Constitució política, preferint l'imperi de la llei al govern del rei. Encara que els il·lustrats podien ser diferents sobre les seves preferències pel que fa a la definició del perfecte sistema polític, des de la major autoritat del rei fins al principi de separació de poders (notablement Montesquieu en L'esperit de les lleis -1748-), pràcticament tots concorden en la necessitat de l'esmentada Llei Suprema que ha de regir la nació sobirana. Al seu torn, aquesta Constitució havia de ser generada pel poble i no per la monarquia o el governant, ja que es tracta d'una expressió de la sobirania, i aquesta resideix en la nació i en la ciutadania, i per tant, ja no en el monarca, com prediquen els teòrics defensors de l'absolutisme (Hobbes, Bossuet). D'aquí que els il·lustrats vulguin defensar, com a representant dels drets del poble, un parlamentarisme que podia ser més o menys ampli.
Costa no reconèixer, en totes aquestes concepcions, la gran influència que sobre els teòrics polítics de la Il·lustració va tenir l'exemple polític anglès, que després del 1688 es decantà en una monarquia parlamentària amb plena separació de poders. De fet, la Constitució de 1787, que va entrar en vigència als Estats Units està fortament imbuïda de la tradició jurídica consuetudinària britànica. No és estrany aquest contrast entre constitució escrita (Estats Units) i consuetudinària (Anglaterra), si es pensa que el procés jurídic britànic es va produir en el lapse d'uns 600 anys, mentre que el seu equivalent nord-americà es produí en només una dècada, i per tant, el text escrit es va fer indispensable per a crear tot un nou sistema polític des del no-res, mentre que això no va ser necessari en el cas britànic, que havia evolucionat fluidament i havia tingut temps de decantar-se en el pas dels segles. De fet, es plasmava en el prestigi de diversos textos legals (alguns de medievals, com la Carta Magna de 1215, altres de moderns com el Bill of Rights de 1689), la jurisprudència de tribunals amb jutges independents i jurats i els usos polítics, que implicaven un equilibri de poders entre Corona i Parlament (escollit per circumscripcions desiguals i sufragi restringit), davant el qual el govern de Sa Majestat responia. Les primeres constitucions escrites en el continent europeu van ser la polonesa (3 de maig del 1791) i la francesa (3 de setembre del 1791). No obstant això, el primer document legal modern del seu tipus (més aviat, un exercici teòric i utopista que no s'aplicà) va ser el Projecte de Constitució per a Còrsega que Jean Jacques Rousseau va redactar per a l'efímera República Corsa (1755-1769).
Les primeres constitucions espanyoles van aparèixer a conseqüència de la Guerra del Francès: la redactada a Baiona pels afrancesats (8 de juliol del 1808) i l'elaborada pels seus rivals del bàndol monàrquic a les Corts de Cadis (12 de març del 1812, anomenada popularment la Pepa), presa com a model per d'altres a Europa. A l'Amèrica Hispànica, les primeres constitucions van ser creades entre 1811 i 1812, a conseqüència del moviment juntista, que va ser la primera fase del moviment independentista llatinoamericà. El congrés d'Angostura, amb la inspiració de Simón Bolívar, va redactar la Constitució de la Gran Colòmbia (incloïa les actuals Colòmbia, Equador, Panamà i Veneçuela) el 15 de febrer del 1819.

#### Independència dels Estats Units
La primera pàgina de la Constitució dels Estats Units (17 de setembre del 1787) comença amb el cèlebre We the People ('Nosaltres, el poble'), que defineix el subjecte de la sobirania. El precedent immediat havia estat, a més de la Declaració d'Independència, la Declaració de Drets de Virgínia (12 de juny del 1776). En els deu anys següents, les primeres esmenes van conformar el que s'anomenà Carta de Drets (1789). Des de llavors, ha estat profusament esmenada.
Els anglesos s'havien instal·lat a Amèrica del Nord des del segle xvii, donant lloc així a les Tretze Colònies. Durant la gran guerra colonial que els anglesos van emprendre amb els francesos (1756-1763), i que fou la continuació americana de la Guerra dels Set anys europea, els colons americans van cobrar consciència del seu propi poder. En els anys següents, la metròpoli anglesa tractà amb poc de tacte les colònies, i després del refredament progressiu de les relacions, els colons i els casaques vermelles, com es deia a les tropes angleses pel color de l'uniforme, van tenir les primeres revoltes. El 1776, en un "congrés continental" reunit a la ciutat de Filadèlfia, les Tretze Colònies van proclamar la independència. La guerra, liderada per George Washington pel costat colonial, acabà amb la completa derrota dels anglesos en la batalla de Yorktown (1781), i la posterior admissió de la independència (1783). Durant alguns anys, hi va haver dubtes sobre si les Tretze Colònies seguirien el seu camí com tantes altres nacions independents, o si s'unirien en una única nació. En un nou congrés celebrat una altra vegada a Filadèlfia, l'any 1787, van acordar finalment una solució intermèdia, conformant un estat federal amb un complex repartiment de funcions entre la Federació i els estats membres, tot això sota el mandat d'una única carta fonamental, la Constitució de 1787, la primera escrita en el món. La Federació, coneguda com els Estats Units, s'inspirà per a la seva creació i per a la redacció de la seva carta magna, en els principis fonamentals promoguts per la Il·lustració, incloent-hi el respecte als drets humans, l'individualisme, la democràcia, etc., transformant-se així en un exemple a seguir per als burgesos d'altres latituds, que hi van trobar inspiració per als següents moviments revolucionaris que vindrien.

## Revolució industrial: maquinisme i productivitat
Un dels pilars de la societat contemporània, en relació amb tots els períodes històrics precedents, és el procés d'industrialització accelerada que es va viure des de la Revolució industrial en endavant; l'abandó de l'activitat artesana i l'expulsió pagesa del món rural. Aquesta es va viure en dates diferents segons el lloc i les influències: segona meitat del segle xviii (Anglaterra, bressol de la Revolució industrial), primera meitat del XIX (Europa), segona meitat del XIX (Estats Units, Rússia i Llatinoamèrica), primera meitat del XX (Japó), segona meitat del XX (nacions africanes).
Amb anterioritat, les societats agràries que havien esdevingut mercantils gràcies a l'intercanvi comercial continuaven elaborant productes de manera artesana, i per tant, amb baixes quotes de producció i alts costos. La maquinització de molts processos que fins aleshores havien estat efectuats manualment va permetre'n l'elaboració en sèrie, cosa que va portar diverses conseqüències. En primer lloc, els costos de producció van disminuir ostensiblement, en part perquè, en fabricar de manera més ràpida, s'invertia menys temps en l'elaboració, i en part perquè les mateixes matèries primeres, en ser també explotades per mitjans industrials, van baixar-ne el cost. En segon lloc, es va produir l'estandardització de la producció, de manera que els pocs productes antics i exclusius (vestigis d'una economia clàssica, elitista i de qualitat) van ser substituïts per molts productes nous, però tots iguals els uns als altres. En tercer lloc, les societats industrialitzades van poder prescindir de mà d'obra qualificada, contractant obrers menys preparats i acomiadant-ne grans quantitats, amb el consegüent problema social que implicaven les creixents masses de desocupats i aturats, la precarització de l'ocupació, i la brutal desigualtat entre baixos salaris i altes exigències laborals. En quart lloc, la disminució del cost de formar obrers i artesans alliberà recursos perquè sectors creixents de la població poguessin accedir a una millor educació, generant així una classe mitjana que, amb més o menys fortuna, va aconseguir ser un matalàs entre els immensament rics i els immensament pobres.
La Revolució industrial s'originà a Anglaterra a mitjans del segle xviii. Diversos factors van col·laborar en aquest anticipat procés. D'una banda, Anglaterra era un dels països amb més disponibilitat de carbó, mineral indispensable per a subministrar l'energia necessària per a les màquines de vapor (per tenir un poder calorífic més gran que la fusta, l'altre combustible tradicional). El carbó va esdevenir el gran motor de la Revolució industrial primerenca. D'altra, la societat anglesa havia travessat una sèrie de guerres civils al segle xvii (Revolució del 1688), que van derivar en la substitució de l'absolutisme per una monarquia constitucional parlamentària que donava garanties a les classes dirigents, facilitats a la inversió i respecte i tolerància a l'individu. Símptoma important d'això és l'enorme desenvolupament que a Anglaterra tenia el sistema de patents industrials. A més, durant el segle xviii, Anglaterra va construir un gran imperi colonial que, malgrat la pèrdua de les Tretze Colònies, emancipades en la guerra de 1776 a 1781 (vegeu independència dels Estats Units), tenia a la seva disposició els riquíssims territoris de l'Índia, entre d'altres, els quals eren una font important de matèries primeres per a la seva indústria. D'aquí la facilitat amb la qual Anglaterra es va poder industrialitzar, a finals del segle xviii.
A finals del segle xvii, hi havia experiments amb calderes de vapor, i Thomas Newcomen havia desenvolupat el 1705 una màquina de vapor que millorava el treball en les mines. Però va ser el 1782 quan James Watt incorporà un sistema de retroalimentació a la màquina de Newcomen, fent-la així molt més eficient. L'invent de Watt faria la volta al globus, i seria el primer salt cap a la industrialització. En paral·lel, es van desenvolupar noves tècniques agràries, en el que s'anomenà la revolució agrícola, que va permetre millorar el rendiment agrari i ramader; al mateix temps, invents com la llançadora volant i d'altres van permetre mecanitzar el treball tèxtil (revolució tèxtil), posant la indústria tèxtil anglesa al capdavant de la producció mundial de teles.
Aquestes novetats no van ser ben acollides per la població. Entre la gent, es va estendre la por que les màquines algun dia poguessin substituir per complet l'esforç humà, i d'aquesta manera s'acabarien les fonts de treball. La por al copyright i a l'atur forçós va dur molts obrers a remenar, crear disturbis, i arrasar les indústries que havien incorporat màquines. Si bé, del fet de disminuir els llocs de treball, la conseqüència més nefasta fou la rebaixa en el nivell salarial; per tant, es van obrir les portes a horaris de treballs infames i a l'empobriment.

### Efectes socials
En termes d'estructura social, la Revolució industrial representà el triomf dels industrials i negociants sobre la noblesa i l'aristocràcia. El sistema fabril consolidà, doncs, un accelerat procés de mutacions en el sistema econòmic i en l'estructura de la societat. Mentre el capitalisme, com a sistema econòmic, s'imposava, la societat es polaritzava en dues classes socials: la burgesia i el proletariat. Els obrers trobaren feina a les fàbriques però, a canvi, havien de viure en unes condicions laborals pèssimes, amb llargues jornades laborals i un ritme de treball marcat per la cadència de les màquines. Tanmateix, les dures condicions laborals ja predominaven molt de temps abans que arribés la Revolució industrial. En la societat preindustrial, sovint les condicions laborals eren molt dures i les jornades laborals llargues.

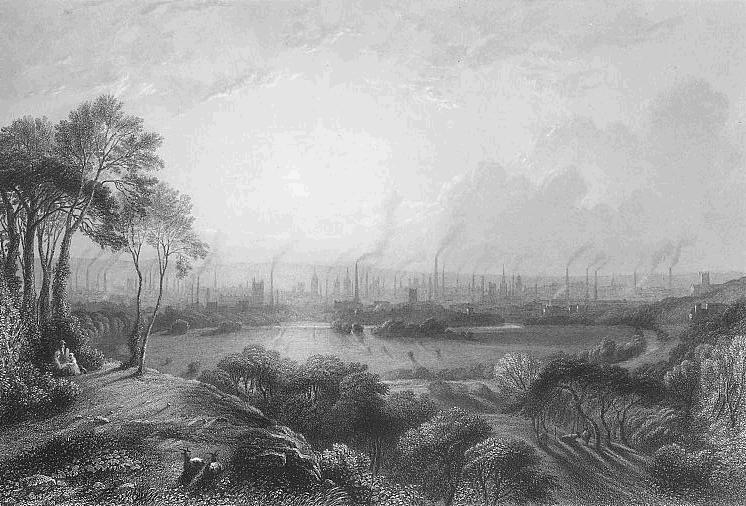
Manchester, Anglaterra ("Cottonopolis"), pintura del 1840. Mostra una ciutat plena de xemeneies de fàbriques. Fou la capital de la nova indústria tèxtil

#### Concentració urbana
El sistema fabril fou, en gran part, responsable de les modernes ciutats i de l'emigració a aquestes de nombroses famílies a la recerca de feina industrial. Mentre les formes de vida artesana desapareixien, milers de treballadors es concentraven a les ciutats industrials a causa del fort augment de la demanda de mà d'obra, necessària per a les fàbriques, i la mecanització de les tasques agrícoles. Les indústries de la ciutat de Manchester, anomenada "Cottonopolis", que en aquella època fou la primera ciutat industrial del món, il·lustra de manera indiscutible aquest fenomen. Barcelona, una altra ciutat industrial, passà dels 175.000 habitants, el 1850, als 535.000, el 1900.
El creixement urbà no fou només fruit del flux de camperols que arribà com a mà d'obra, sinó també de l'increment de la natalitat a causa de la millora de l'alimentació i de les condicions higièniques. Aquest fenomen canvià l'aspecte de les ciutats: s'enderrocaren les muralles i s'urbanitzaren noves zones, els anomenats eixamples, on s'utilitzaren nous materials de construcció, com el ferro i el formigó, que feu possible aixecar edificis més alts i confortables. A Barcelona, tiraren a terra les muralles i Ildefons Cerdà dissenyà l'Eixample, on s'instal·là la burgesia industrial.

#### Condicions de vida
La nova classe social obrera es veié sotmesa a unes condicions de treball que feien molt difícil la seva supervivència. A l'inici de la industrialització, els obrers treballaven 12, 14 i 16 hores diàries a canvi d'un sou que era fixat de manera unilateral i arbitrària pel patró. Molt sovint, la situació higiènica i l'intens ritme de treball que existia a les empreses tèxtils i a les mines provocaren malalties difícils de guarir.
L'estat no donà protecció a la nova classe treballadora, ni tampoc establí cap mena de reglamentació laboral. Per tant, els obrers no tenien cap mena d'assegurança i podien ser acomiadats sense cap compensació ni atur. Inicialment, l'estat només intervenia quan la llei i l'ordre estaven amenaçats, en cas de vaga o conflicte al carrer. Les primeres lleis que s'ocuparen de les condicions laborals foren promulgades pel Parlament britànic el 1802 i incidiren especialment en la limitació de la jornada laboral dels nens, que es reduïa a 9 hores i s'imposava al patró l'obligació de donar-los instrucció. A mitjans del segle xix, la majoria dels governs dictaren les primeres legislacions obreres; per exemple, el 1843, a França, es prohibí el treball dels menors de 8 anys.
El treball infantil i el de les dones s'havia generalitzat pel fet que cobraven salaris molt més baixos que els homes. Els infants tenien poques oportunitats de rebre cap tipus d'educació, i més aviat s'esperava que treballessin. Els empresaris podien pagar a un nen menys que a un adult, tot i que la seva productivitat hi era comparable; a més, no hi havia necessitat que el treballador tingués experiència en l'ús d'una màquina industrial.
Les condicions d'habitatge i d'alimentació eren molt dolentes; amb un nivell de vida molt baix, els obrers industrials vivien amuntegats en nuclis suburbans amb unes pèssimes condicions d'habitatge: brutícia, contaminació, fum, i una manca generalitzada de serveis públics (clavegueram, aigua, neteja de carrers o sense espais oberts). Friedrich Engels descrigué les condicions d'habitatge com a deplorables, en què tota una família irlandesa s'amuntegava en un sol llit, amb cases de dues habitacions on vivien dues famílies o en soterranis humits d'un sol ambient, on vivia més d'una família, de dotze a setze persones, i s'hi apilaven en una atmosfera pestilent. A Barcelona, les condicions no n'eren diferents: hi ha constància que, en una casa petita del carrer de Sant Antoni, s'hi allotjaven cent quinze persones. A més, la impossibilitat de construir més habitatges ni dins ni fora de les muralles provocà l'acumulació d'una gran quantitat de persones, i això facilità la propagació d'epidèmies.
Els baixos salaris no donaven per a fer àpats gaire abundosos i amb proteïnes. Amb el que cobrava un obrer casat, afegint-hi el sou de la muller, una família treballadora amb dos fills només podia subsistir de manera miserable. L'atur forçós per malaltia o accident imprevist significava la paralització dels afers i la desatenció de les despeses del matrimoni.
A Catalunya, els obrers s'alimentaven a base de pa, llegums (faves, cigrons o mongetes seques), oli d'oliva i patates. La proteïna bàsica provenia de l'arengada, la sardina seca o un tros de bacallà un cop per setmana, porc i les deixalles de l'escorxador. Per a beure, aigua i vi, encara que l'aigua podia estar contaminada i era millor no consumir-ne, alhora que el bacallà i les arengades ressecaven la gola i induïa els treballadors a beure vi i aiguardent.

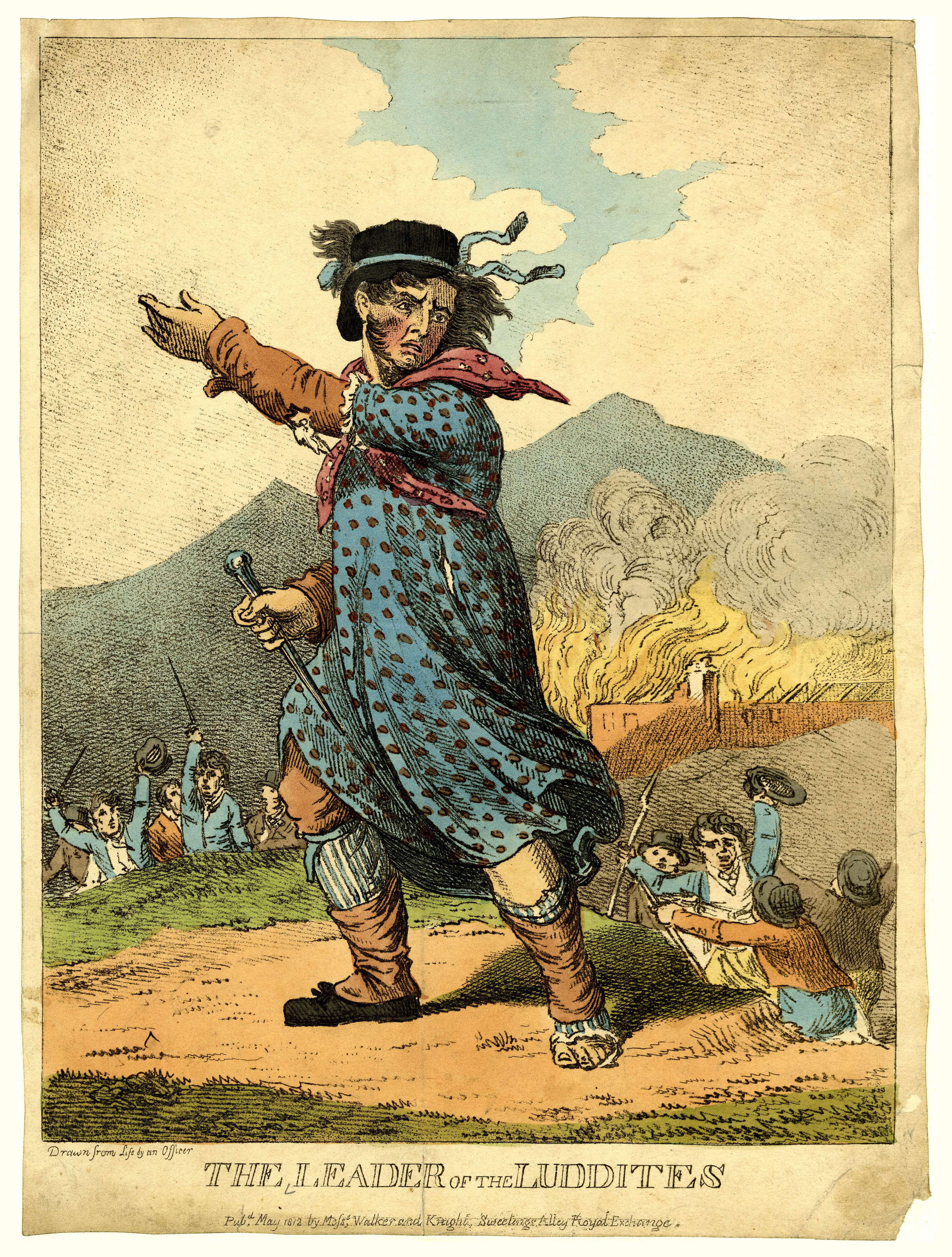
El líder dels luddites,
gravat del 1813

#### Primeres respostes obreres
La industrialització ràpida eliminà molts treballadors d'ofici de les seves feines. En la indústria tèxtil, molts teixidors es trobaren de cop i volta desocupats perquè no pogueren competir amb màquines que només exigien un treball relativament limitat i inexpert. Molts treballadors sense feina, teixidors i artesans, dirigiren la seva animositat contra les màquines que els havien pres la feina, que es concretà en la destrucció de fàbriques i de maquinària. Aquests atacants eren coneguts com a luddites, és a dir, seguidors de Ned Ludd. Els primers atacs del moviment luddita començaren l'any 1811; el moviment guanyà popularitat molt ràpidament, i el govern britànic aplicà mesures dràstiques per protegir la indústria.
A Barcelona, la tarda del 5 d'agost del 1835, obrers de diverses fàbriques de la ciutat anaren a El Vapor, la primera fàbrica tèxtil que incorporava màquines de vapor, i mataren tres tècnics estrangers i després calaren foc a l'edifici per destruir la maquinària. Vuit treballadors més resultaren greument ferits. Les autoritats, desbordades pels esdeveniments, detingueren quatre obrers que semblava que havien participat en els aldarulls, i els penjaren. Així, doncs, els motius dels obrers, a Anglaterra o a Catalunya, foren els mateixos: la por que les innovacions tecnològiques els portés a l'atur i a la misèria.
Més enllà de la destrucció de màquines, les pèssimes condicions laborals i salarials foren una font permanent de conflictes que impulsaren les primeres formes d'organització i de lluita i, a la llarga, originaren una consciència obrera que definia noves formes econòmiques, socials i polítiques d'organització social. Les principals accions que dugueren a terme, per tal que les seves reclamacions fossin satisfetes, foren les vagues i les manifestacions.
El procés de formació de la classe obrera industrial comportà, doncs, l'aportació d'ideologies noves, de noves maneres d'organització política i social, i d'una conflictivitat que enfrontà obertament treballadors i capitalistes.
El dret dels treballadors d'associar-se en sindicats fou reconegut per primer cop a la Gran Bretanya el 1825. A Catalunya, el primer sindicat fou la Societat de Teixidors, que es constituí l'any 1840; però aviat fou il·legalitzada i els seus dirigents empresonats. A l'estat espanyol, no es reconeix el dret a vaga fins al 1902. Dos anys més tard, els sindicats aconseguiren que el diumenge fos declarat festiu. Fins a l'any 1919, no obtingueren la jornada laboral de vuit hores diàries, de dilluns a dissabte.

## Nova societat industrial

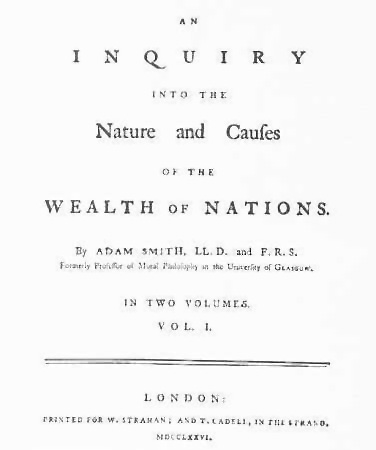
Portada de La riquesa de les nacions
d'Adam Smith (edició del 1776)

### Liberalisme i industrialització
Al darrer terç del segle xviii, el model teòric i ideològic que sustentà la nova estructura productiva i social fou acomplert per un grup de teòrics, entre els quals destaquen Adam Smith, David Ricardo i Thomas Robert Maltus.
El 1776, Adam Smith, en la seva obra La riquesa de les nacions, preconitzà la presència d'un estat que havia d'assegurar, d'una part, les seves prerrogatives i, de l'altra, havia de tenir funcions tutelars; no es tracta, doncs, d'un estat de mínims. Adam Smith parlà també de la divisió del treball, font d'eficiència i de destresa i, per tant, d'una major productivitat. La divisió del treball és sinònima d'especialització i d'interdependència entre els agents econòmics i, també, és un factor de generalització del mercat.
Aquest liberalisme és, doncs, en l'origen de la generalització del mercat, que ja abans existia, però d'una manera marginal; i fou un factor decisiu en el procés d'industrialització. Karl Polanyi opinà que el mercat havia funcionat de manera autoregulada, és a dir, sense intervenció de l'estat, des del 1844, data en què es consagrà el lliure mercat de la mà d'obra, fins al 1929, quan la crisi econòmica obligà l'estat a institucionalitzar el mercat.
Adam Smith indicà els principis del liberalisme econòmic: 
- el mercat s'autoregula per la llei de l'oferta i la demanda;
- els interessos de les empreses individuals s'equilibren entre si i així aconsegueixen els costos més baixos;
- i qualsevol intervenció estatal dificulta l'activitat econòmica.

Smith teoritzà sobre un capitalisme de lliure concurrència, fonamentat en el fet que cada individu ha de posar tot el seu esforç a cercar el mitjà més oportú d'emprar, amb un avantatge més gran, el capital que pot disposar. Allò que indiscutiblement es proposa és el seu propi interès, no pas el de la societat en comú; i aquests mateixos esforços cap al seu propi benefici l'inclinen a preferir el que és més útil a la societat. És el principi de la mà invisible, metàfora que vol descriure el mecanisme pel qual un individu que pretén obtenir un benefici personal i que posa el seu esforç a aconseguir-ho, acaba estimulant l'economia de la seva comunitat; i amb aquesta acció, també acaba millorant el nivell de benestar d'aquesta, sense que això formés part de les seves pretensions inicials.

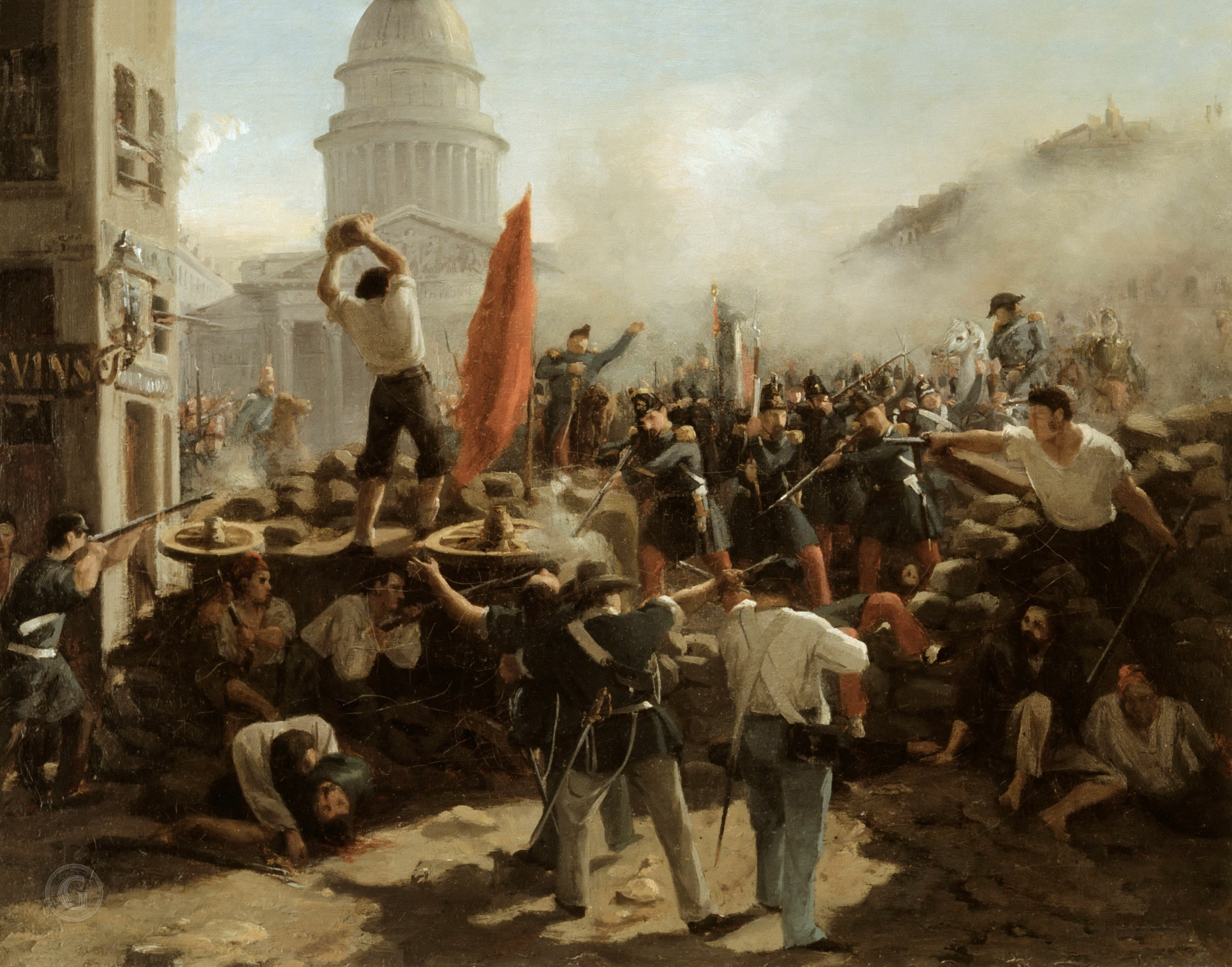
Barricada del carrer Soufflot, de Vernet. Revolta popular a París el febrer del 1848

### Els orígens del moviment obrer
Des de finals del segle xviii fins a les primeres dècades del segle xix, foren freqüents els conflictes salarials i les primeres vagues obreres; es desenvolupà una reacció antimaquinista generalitzada pels obrers, que consideraven que la màquina els prenia llocs de treball; i començaren a aparèixer els primers nuclis sindicals o societats d'ajuda mútua entre els obrers d'una mateixa localitat o d'una mateixa empresa. Tanmateix, les organitzacions obreres, com a força política independent, no aparegueren fins a les revolucions europees del 1848.
Contribuïren a l'expansió organitzada del moviment obrer la difusió de les primeres idees socialistes, que en els inicis contenia un marcat caire utòpic; per això, se l'anomena socialisme utòpic. Així, l'anglès Robert Owen (1771-1858) creia que els problemes socials dels obrers es resoldrien amb la formació d'associacions de productors i de cooperatives obreres. Charles Fourier (1772-1837), francès, imaginà un estat societari ideal que havia de funcionar mitjançant associacions comunitàries domesticoagrícoles. Louis Blanc (1811-1882) propugnà un sistema d'autogestió obrera del treball amb la construcció d'empreses socials. Finalment, Saint-Simon (1760-1825) donà importància a l'organització de la producció.
Les revolucions del 1848 modificaren sensiblement aquesta situació i posaren en relleu la necessitat d'una organització obrera a escala mundial que ajuntava totes les agrupacions sindicals i sociopolítiques ja existents; alhora, crearen les bases per superar les idees utòpiques, que progressivament deixaren pas a les noves idees socialistes i anarquistes.
Carles Marx (1818-1883) i Friedrich Engels (1820-1895) foren els fundadors del marxisme o socialisme científic. Per al marxisme, el nou model econòmic es fonamenta en la propietat privada dels mitjans de producció i dels béns produïts. És a dir, és un sistema d'empresa privada en què la propietat és patrimoni d'una classe social, la burgesia, mentre la majoria de la població –el proletariat o classe treballadora– no té accés a aquesta propietat i només disposa de la seva pròpia força de treball que ven a canvi d'un salari. La història de la humanitat és una lluita permanent entre les classes opressores i les oprimides, conflicte o lluita de classes que ha existit al llarg de tota la història. En la societat capitalista, aquesta lluita es desenvolupava entre burgesos i proletaris, i només podria culminar amb el triomf del proletariat. La victòria obrera permetria la formació d'un estat obrer -la dictadura del proletariat-, que aniria autodissolent-se fins a arribar a formar una societat sense classes ni estat, és a dir, esdevindria una societat comunista.
Contraposat al marxisme, aparegué l'anarquisme, que atacà tota forma d'estat i d'autoritat, com a origen de les desigualtats i injustícies socials. Pierre-Joseph Proudhon (1809-1865) proposà com una alternativa a l'estat l'existència d'una federació de petits grups socials de productors. La seva afirmació "la propietat privada és un robatori" arribà a ser molt popular, així com les seves crítiques a l'estat i a les organitzacions polítiques. Mikhail Bakunin (1814-1876) sistematitzà més clarament les idees anarquistes; s'oposà a Carles Marx i elaborà un projecte de societat nova que es fonamentava en la lliure adhesió dels individus, i en el repartiment equitatiu de les riqueses en funció de les necessitats de cadascú.
Marxisme i anarquisme configuraren la construcció del moviment obrer internacional. La Primera Internacional –o Associació Internacional de Treballadors– fou fundada a Londres el 1864 sota un programa marxista. Les contínues disputes que s'originaren entre els sectors marxistes, proudhonians i sindicalistes desembocà en la seva dissolució, el 1876.
L'any 1891, els sectors marxistes constituïren a París la Segona Internacional, que pretenia ser el gran Parlament obrer europeu. A les portes de la Primera Guerra Mundial, agrupà 3,3 milions d'afiliats i tingué representació en diversos parlaments europeus. L'esclat de la Primera Guerra mundial (1914) paralitzà la seva activitat, mentre que la Revolució russa configurà la segona gran divisió del moviment obrer, car els qui donaren suport a la revolució van abandonar els partits socialistes i van crear els partits comunistes.
Als inicis del segle xx, la classe obrera experimentà notables canvis: 
- més nombrosa i amb més formació política i intel·lectual, constituí poderosos sindicats obrers i partits polítics;
- passà per l'experiència de nombroses lluites i enfrontaments amb el poder;
- acumulà experiència en el poder, experiència que assolí durant la insurrecció obrera de la Comuna de París (1871);
- aconseguí que els estats liberals burgesos, amb els respectius governs i parlaments, aprovessin una legislació social que millorà substancialment les males condicions de vida i de treball preexistents.

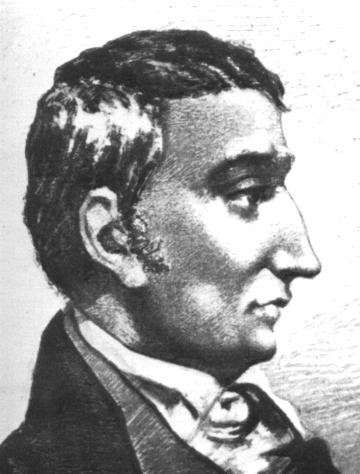
Saint-Simon
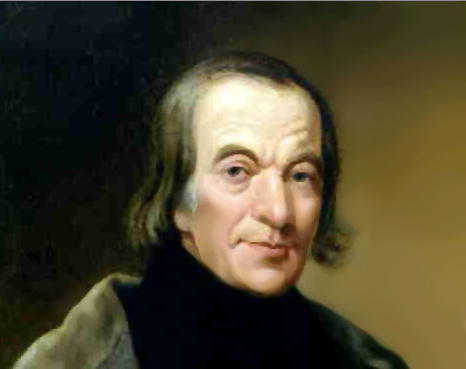
Robert Owen
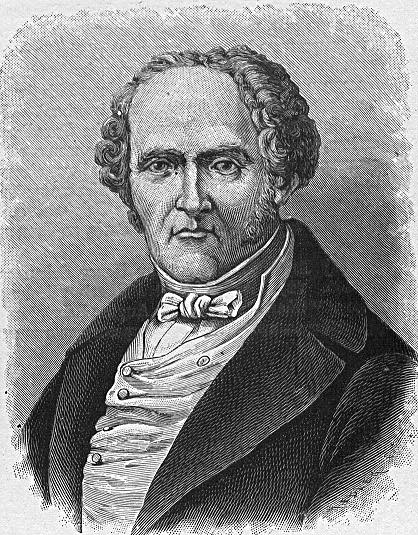
Charles Fourier
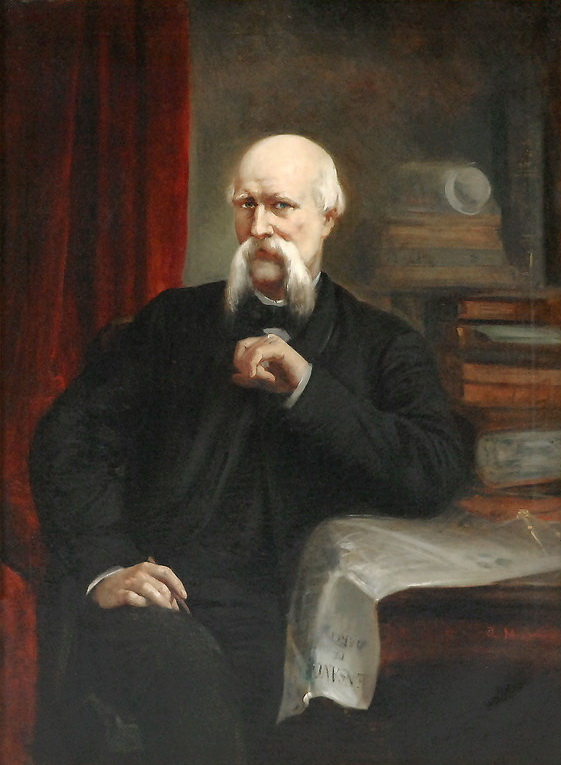
Ildefons Cerdà
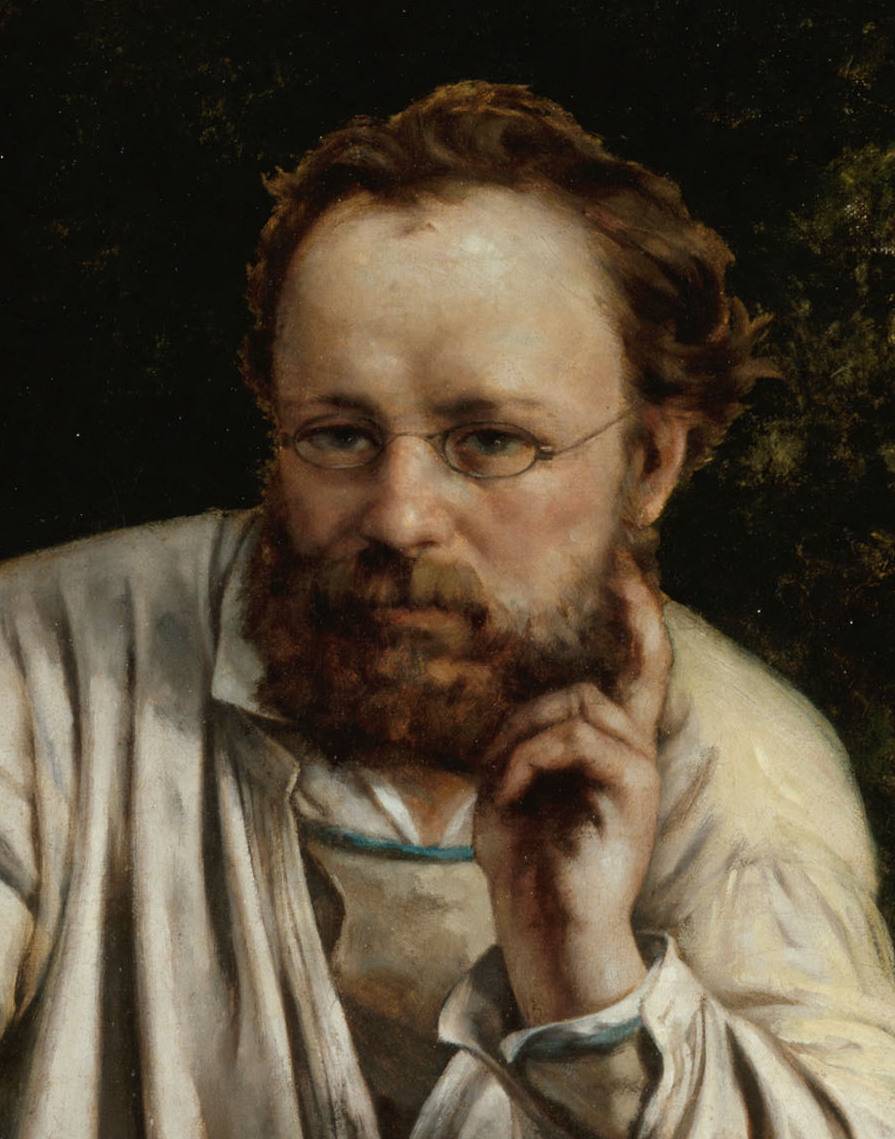
Pierre-Joseph Proudhon
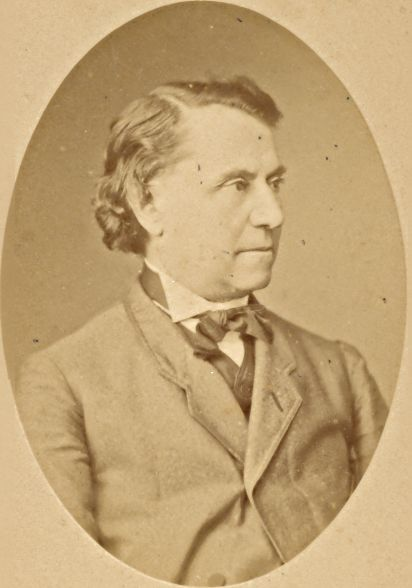
Louis Blanc
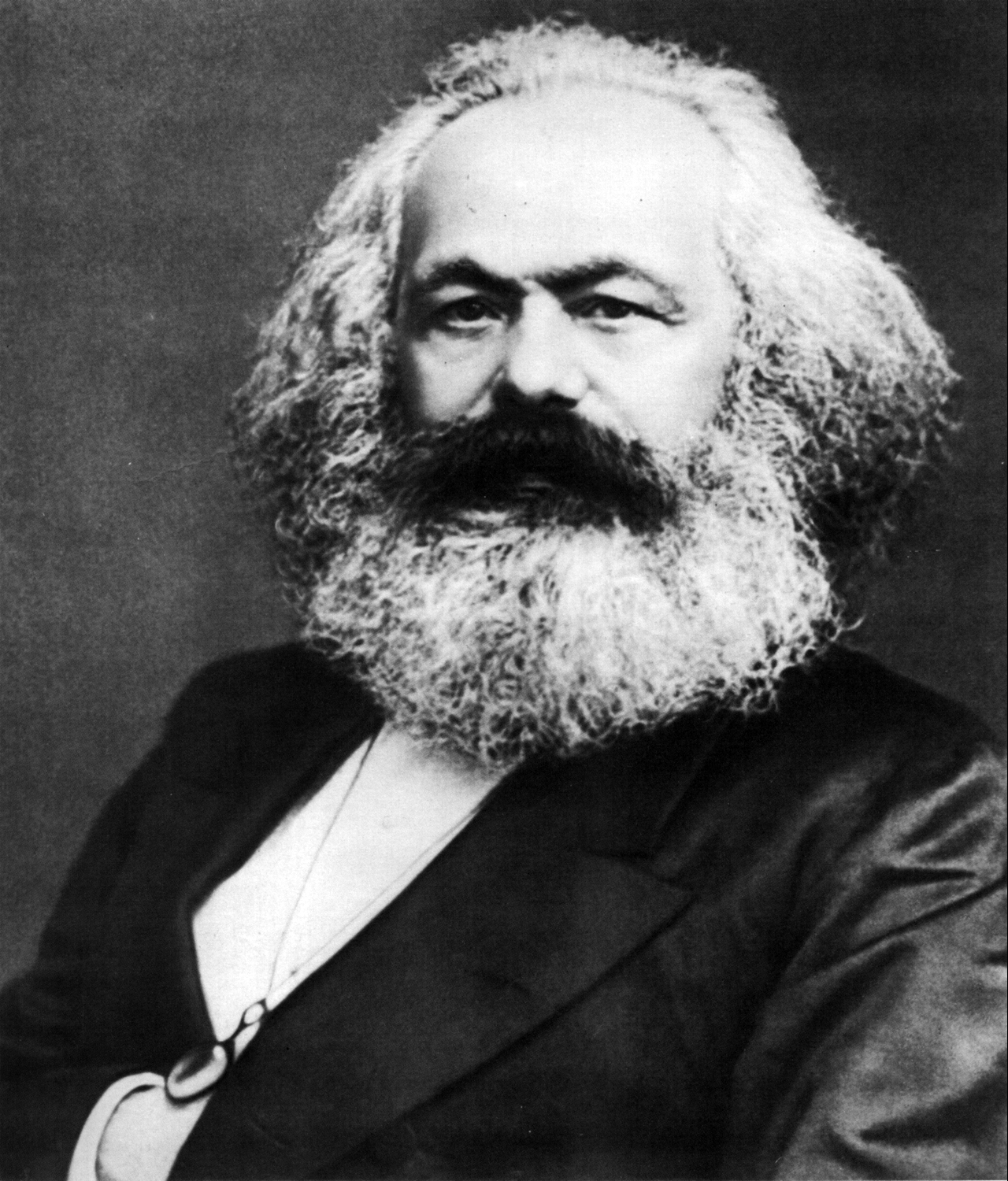
Carles Marx
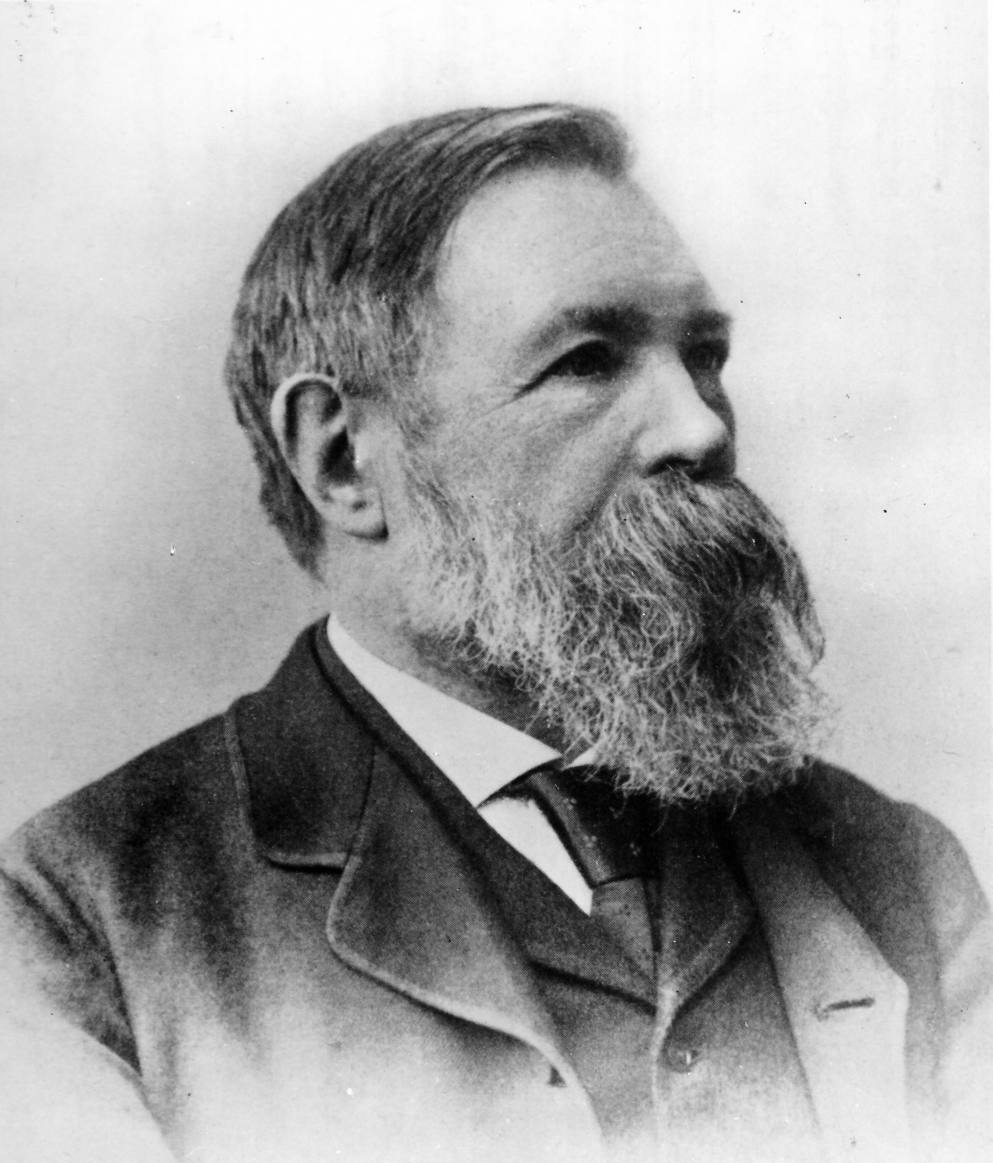
Friedrich Engels

## Segona Revolució industrial (1870-1914)

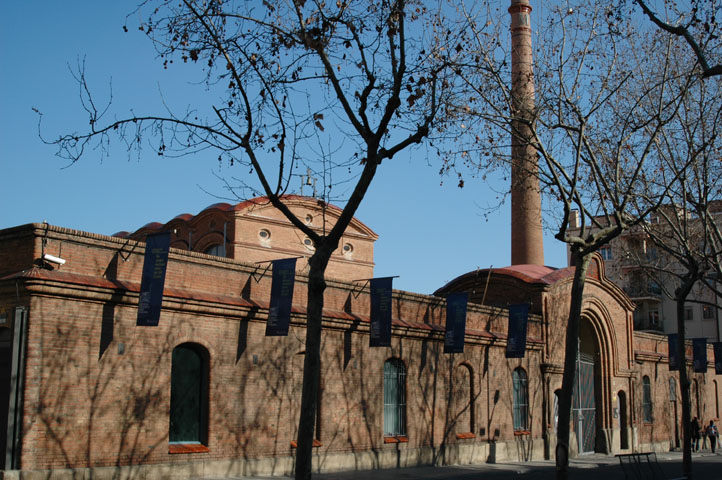
Vapor Aymerich, Amat i Jover, seu del Museu Nacional de la Ciència i la Tècnica de Catalunya, a Terrassa. Antiga fàbrica tèxtil llanera construïda entre 1907 i 1909

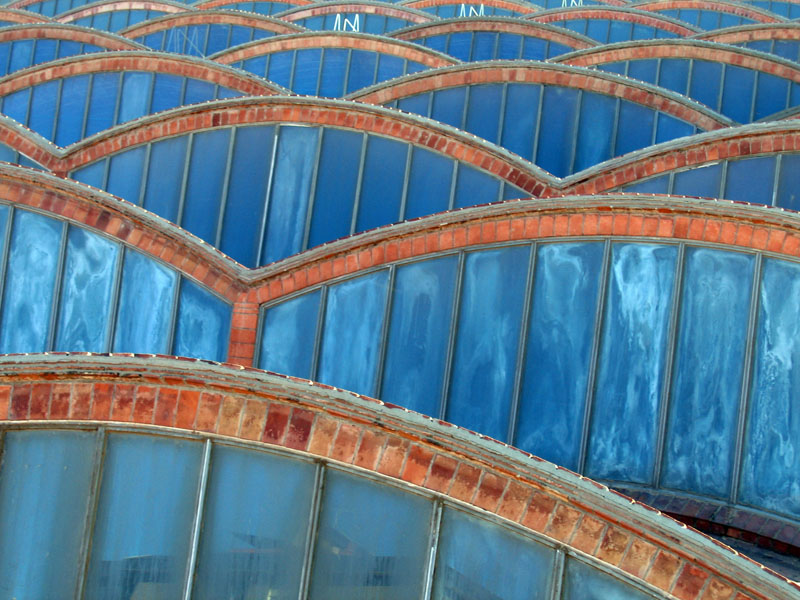
Coberta de "volta catalana" al sostre del Museu de la Ciència i la Tècnica de Catalunya (Terrassa)

L'època que va des de finals del segle xix fins a la Primera Guerra Mundial es coneix com a Segona Revolució industrial, i es caracteritza pel gran progrés científic i tècnic, per l'aparició dels sectors elèctric i químic, la concentració empresarial i la consolidació del sistema capitalista. En aquesta nova fase d'industrialització, els Estats Units d'Amèrica foren l'estat capdavanter, mentre que Catalunya va desplegar les indústries de l'electricitat, de la construcció i metal·lúrgica, que es veieren afavorides per la repatriació de capitals provinents de les colònies i per l'exportació de productes vitícoles.
A manera de síntesi, els nous sectors i les principals innovacions foren:
- En el sector energètic, la Segona Revolució industrial es caracteritzà per la descoberta de noves fonts d'energia. D'una banda, el petroli, que es començà a explotar el 1859 als EUA, i del qual s'obtenia gasolina i gasoil, per als motors de combustió interna i per a l'automoció; de l'altra, l'electricitat, que es començà a utilitzar, entre altres llocs, en les indústries, en l'enllumenat públic i en les comunicacions. La indústria química es desenvolupà a mitjans del segle xix i feu possible la producció de nous materials com explosius, fertilitzants i tints.

- Diversos indicadors de l'alt nivell tecnològic assolit per la indústria foren els nous aliatges i noves tècniques per a aconseguir metalls més purs, que contribuïren al desenvolupament de la indústria siderometal·lúrgica. S'arribà a produir acer més barat i més pur, a generar acer inoxidable i a utilitzar l'alumini.

- En els transports, s'estengué la xarxa de vies fèrries que feren possible una ràpida distribució de les primeres matèries i dels béns produïts, alhora que contribuïren a obrir nous mercats, cada vegada més llunyans. Els antics clípers, els vaixells ràpids de vela usats per al transport de béns colonials, foren substituïts per vaixells de vapor, mentre l'obertura dels canals de Suez i de Panamà aconseguiren que el comerç marítim fos molt més ràpid.

- Al llarg del segle xx, altres invents com la càmera fotogràfica, la màquina d'escriure, el telègraf, el telèfon o l'automòbil, arribaren a ser accessibles a molts usuaris i contribuïren a consolidar la percepció de viure en una nova època.

Aquest alt nivell tecnològic assolit estimulà un gran augment de la producció industrial i un ràpid procés de concentració empresarial, que va menar a la creació de monopolis, trusts o càrtels. Paral·lelament, es produí una concentració bancària, ja que els bancs passaren a monopolitzar el capital monetari. Les conseqüències del procés de concentració industrial i bancari modificaren el capitalisme de lliure competència; generaren un increment dels beneficis que, de retruc, representaren la progressiva internacionalització del capitalisme. D'aquesta manera, s'inicià un moviment que cercava nous mercats en què poder invertir capitals i productes manufacturats i d'on poder extreure matèries primeres. Aquest fenomen produí una onada colonitzadora centrada fonamentalment en els continents africà i asiàtic.

## Primera Guerra mundial
La Primera Guerra mundial o la Gran Guerra fou un conflicte bèl·lic que va tenir lloc entre 1914 i 1918 i en el qual van intervenir les principals potències europees, però també altres països d'arreu del món. Dels 32 països participants, els principals involucrats van ser-ne, d'una banda, els anomenats aliats: França, l'Imperi britànic, Sèrbia, l'Imperi Rus, els Estats Units i el Regne d'Itàlia, i de l'altra les «potències centrals»: l'Imperi alemany, l'Imperi Austrohongarès, l'Imperi turc i Bulgària.
Finalitzà amb la signatura de l'armistici de Compiègne l'11 de novembre del 1918, que establia la derrota de les potències centrals, provocada més per un desgast que impossibilitava la continuació de l'esforç militar que no pas per cap derrota militar. En aquest sentit, i amb la decisió dels dos bàndols de no arribar a un statu quo després dels primers mesos de guerra, amb l'estil de guerra de desgast i guerra total, la I Guerra mundial representa un canvi radical respecte als conflictes del segle xix. Durant tota la guerra, ambdós bàndols van haver d'anar adaptant-se a noves situacions estratègiques, per a les quals no estaven preparats. Hi respongueren amb una escalada militar sense precedents en la història europea, que causà un total de nou milions de morts.
La guerra donà lloc a una profunda reestructuració de la geografia europea: quatre grans imperis, l'austrohongarès, l'alemany, l'otomà i el rus, van deixar d'existir, i van aparèixer els nous estats de Txecoslovàquia, Iugoslàvia, Hongria, Estònia, Letònia, Lituània, Finlàndia i Polònia. Alemanya, a més, perdé les seves colònies d'ultramar.

### Conseqüències
La Primera Guerra mundial va tenir conseqüències molt importants en tots els àmbits. Alguns historiadors, com Eric Hobsbawm, consideren que la guerra marcà el començament real del segle xx. S'anomena segle xx breu una idea del segle caracteritzada per l'ordre polític iniciat amb aquest conflicte i que conclou amb el final de la guerra freda.
Amb el desmembrament total del sistema diplomàtic conegut com a concert europeu i les diferents aliances orquestrades durant el segle xix per estadistes com Metternich o després Otto von Bismarck, les negociacions de pau es van haver de tornar a anivellar construint l'anomenada Societat de Nacions.
Les conseqüències polítiques són enormes: 
- Esclat de la Revolució russa, que va portar el comunisme a Rússia.
- Canvi de sistema polític a Alemanya: l'Imperi alemany es va convertir en la República de Weimar, i Guillem II de Prússia s'exilia als Països Baixos.[20]
- Redistribució important de les fronteres:
  - Es van desmembrar els imperis austrohongarès i turc.
  - Van tenir pèrdues territorials: Imperi alemany, Imperi Rus i Bulgària.
  - Van tenir guanys territorials: l'Imperi britànic, França, Regne d'Itàlia, Grècia, Romania, Sèrbia (que va esdevenir el Regne dels serbis, croats i eslovens), Japó, i els Estats Units.
  - Van aparèixer nous estats: Polònia, Txecoslovàquia, Lituània, Letònia, Estònia, Finlàndia i Iugoslàvia.

També hi va haver grans convulsions econòmiques, com ara el descens de la població activa; i socials, car va haver-hi nou milions de morts i milions de ferits.

### Pèrdua de prestigi dels europeus en les colònies del món
La guerra va ser mundial: es va conèixer a l'Àfrica, on els francobritànics es van apropiar de colònies alemanyes, i a l'extrem oriental, on el Japó va fer el mateix amb les Illes Marianes i Nova Guinea. Les colònies van subministrar queviures, matèries primeres i soldats. Després de la guerra, els pobles colonials no van creure més en el que se'ls havia inculcat sobre la superioritat natural de la metròpoli, i van reclamar una millora de la seva situació. A aquest primer descens de la influència d'Europa en les colònies, se suma l'expansió dels EUA, el més beneficiat per la guerra, juntament amb el Japó; i les capitals d'un país i l'altre es van col·locar al costat de París i Londres, en l'escena internacional.

#### Transformació social
Les diferències socials es van accentuar amb l'enriquiment dels "mercaders d'armes" i l'empobriment dels petits estalviadors, els retirats i els assalariats afectats per la inflació. Les dones van adquirir un nou lloc en la societat, i es van tornar indispensables durant tota la guerra, en el camp, les fàbriques, les oficines, les escoles (per a compensar la marxa de nombrosos professors); el feminisme progressa, la moda evoluciona, el dret a vot és acordat a la Gran Bretanya, Alemanya, EUA i Rússia, però no a França.

#### L'aparent victòria democràtica
Quatre imperis autoritaris es van esfondrar, cosa que transformà profundament el mapa d'Europa, redissenyat pel tractat de pau de 1919: l'imperi dels tsars es transforma en la Rússia comunista, l'Imperi Otomà es redueix a Turquia, l'Imperi Austrohongarès és desmantellat i dona peu al naixement de les minúscules Àustria i Hongria, i d'una Txecoslovàquia i una Iugoslàvia independents, la fi del segon Reich, que el tractat de Versalles disminueix en el pla territorial, tallat en dos pel corredor polonès, desmilitaritzat, confiscades les seves colònies, supervisat, condemnat a pagar enormes compensacions i tractat com a responsable del conflicte.

## Segona Guerra mundial
La Segona Guerra mundial va ser un conflicte bèl·lic que involucrà la majoria de les nacions del món, incloent-hi totes les grans potències, organitzades en dues aliances militars: els aliats i les potències de l'Eix. La guerra va involucrar uns 100 milions de militars i la mort d'entre 50 a 60 milions de persones, la major part civils, un 3% de la població mundial de l'època, i fou el conflicte més mortífer de la història humana, i el primer (i per ara únic) en què es van usar armes nuclears.
Va ser el conflicte armat més gran de la història i s'estima que va tenir un cost, en diners i en recursos, major que totes les altres guerres juntes. Es van formar les Nacions Unides per prevenir altres conflictes com aquest. La Unió Soviètica i els Estats Units van sortir de la guerra com les grans superpotències del món i això provocà la guerra freda, que va durar 45 anys.
Tot i que l'Imperi del Japó ocupava part de la Xina des del 1931, i que des del 7 de juliol del 1937 hi havia guerra declarada entre els dos estats, generalment es considera que el conflicte començà l'1 de setembre del 1939 amb la invasió alemanya de Polònia i les declaracions subsegüents de guerra del Regne Unit, França, i els dominis britànics a Alemanya. A la primavera del 1940, Alemanya, aliada amb Itàlia, va envair els països de l'Europa occidental i del nord, i derrotà amb facilitat els exèrcits francès i britànic. Tot i això, la Gran Bretanya no va poder ser ocupada. A la tardor del mateix any, la guerra es va estendre l'Àfrica del Nord, i el juny del 1941, Alemanya va envair la Unió Soviètica, que fins llavors havia estat la seva aliada, sense aconseguir-hi la victòria.
El desembre del 1941, el Japó atacà els Estats Units i la guerra es va estendre també a l'Àsia i al Pacífic. A partir del 1942, els aliats van començar a guanyar batalles i a fer retrocedir els exèrcits de l'Eix. Itàlia es va rendir el setembre del 1943. Alemanya, atacada des de l'est per la Unió Soviètica i per la resta dels aliats des de l'oest, es va rendir el 8 de maig del 1945. El Japó ho feu el 15 d'agost del mateix any, pocs dies després que els EUA llancessin dues bombes atòmiques sobre ciutats japoneses, encara que la rendició oficial del Japó no va arribar fins al 2 de setembre. El tractat de pau amb Japó no se signaria fins al 1951.
Durant la guerra, es van produir un gran nombre d'atrocitats contra la població civil: confinament en camps de concentració i extermini sistemàtic de jueus i altres grups ètnics a Alemanya, massacres de milions de xinesos i coreans pel Japó, depuracions internes a la Unió Soviètica, bombardeig sistemàtic de la població civil europea tant pels aliats com de les forces de l'Eix, i llançament de bombes atòmiques a les ciutats japoneses d'Hiroshima i Nagasaki pels nord-americans. Després de la guerra, diversos dirigents alemanys i japonesos van ser jutjats per crims contra la humanitat en els judicis de Nuremberg.
La guerra provocà modificació de fronteres i creació de nous estats. Algunes antigues colònies de països europeus van aconseguir la independència. Hi va haver un desplaçament del poder dels estats de l'Europa occidental a les dues noves superpotències, els Estats Units i la Unió Soviètica, cosa que significà l'inici de la guerra freda. A les zones d'Europa ocupades pels soviètics, s'hi van establir règims comunistes poc després de la fi de la guerra. A la Xina, la retirada del Japó va catalitzar la revolució comunista. D'altra banda, l'ocupació militar nord-americana al Japó conduí a la democratització del país.

## Guerra freda

Mapa del món en guerra freda el 1959, en tons de vermell l'URSS i els seus aliats comunistes, en els tons de blau l'OTAN i els seus aliats capitalistes i en tons verdosos els països colonitzats

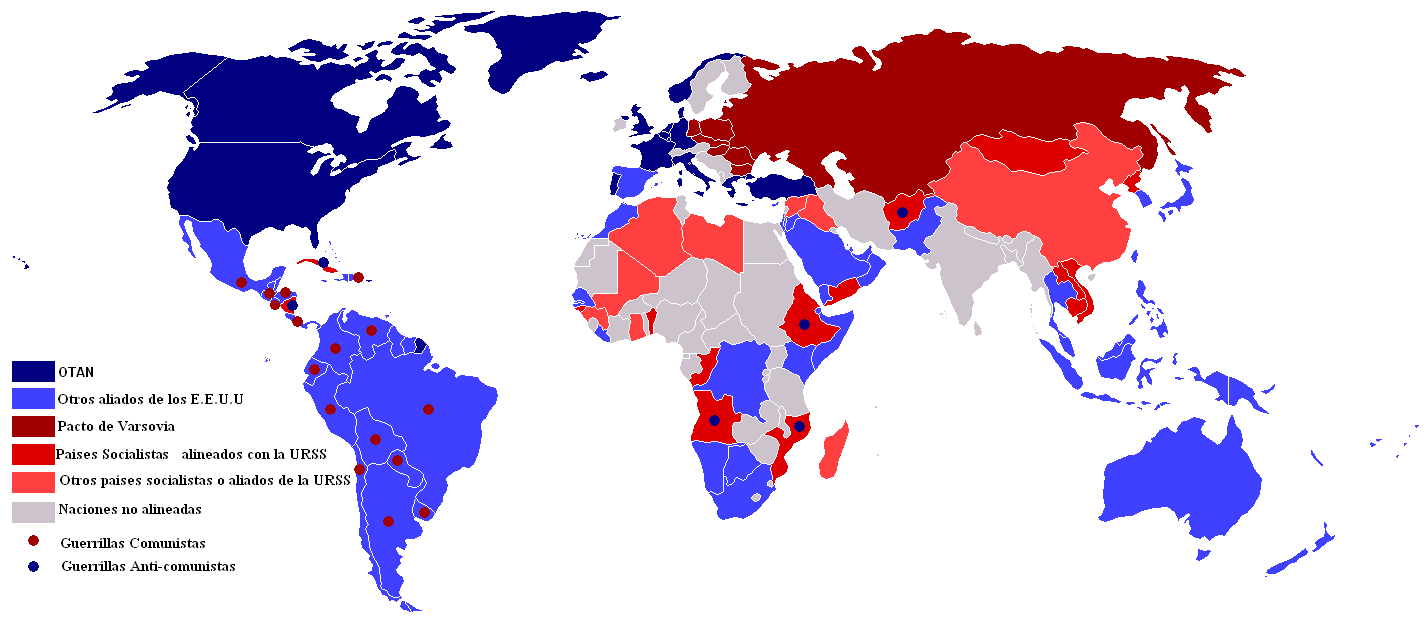
Mapa del món en guerra freda el 1980, en tons de vermell els aliats de l'URSS i altres estats comunistes, i en tons de blau l'OTAN i els seus aliats capitalistes, els punts vermells signifiquen guerrilles comunistes i els punts blaus guerrilles anticomunistes

Amb el terme guerra freda s'al·ludeix a l'enfrontament tàctic entre l'URSS i els Estats Units, amb els seus respectius aliats, després de la Segona Guerra Mundial (1945). La guerra freda pròpiament dita començà, però, l'any 1947, després de molta tensió política entre un bloc i l'altre. Era un enfrontament no declarat, sense ofensives militars, basat en la mútua amenaça (incloent-hi el desenvolupament de bombes atòmiques) i en l'intent per expandir les àrees d'influència respectives, ja que arran del llançament de les bombes d'Hiroshima i Nagasaki, hi havia molta por d'entrar en una guerra nuclear.
Els estats de l'òrbita americana defensaven el capitalisme (bloc capitalista, units per l'OTAN des del 1949), mentre que els partidaris dels russos vivien versions diferents del comunisme (bloc comunista) units pel pacte de Varsòvia (1955). La guerra freda va afavorir l'espionatge, les curses espacial i armamentista, així com diversos conflictes armats de baixa intensitat (per oposició al possible enfrontament total entre els dos blocs). La guerra freda s'acabà l'any 1991 amb el desmembrament de l'URSS i la caiguda del comunisme, que es donà entre 1989 (caiguda del mur de Berlín) i 1991 (cop d'estat a l'URSS), entre els blocs occidentalcapitalista, liderat pels Estats Units, i orientalcomunista, liderat per la Unió Soviètica.
Aquest enfrontament va tenir lloc als nivells polític, ideològic, econòmic, tecnològic, militar i informatiu.
Cap dels dos blocs va prendre mai accions directes contra l'altre, raó per la qual es denominà el conflicte guerra freda.
Aquestes dues potències es van limitar a actuar com a "eixos" influents de poder en el context internacional, i a la cooperació econòmica i militar amb els estats aliats o satèl·lits d'un dels blocs contra els de l'altre.
Si bé aquests enfrontaments no van arribar a desencadenar una guerra mundial, l'entitat i la gravetat dels conflictes econòmics, polítics i ideològics compromesos van marcar significativament gran part de la història de la segona meitat del segle xx. Les dues superpotències desitjaven implantar el seu model de govern en tot el planeta.
Els límits temporals de l'enfrontament s'ubiquen entre 1945 i 1947 (fi de la Segona Guerra Mundial i fi de la postguerra respectivament) fins al 1985 (inici de la Perestroika) i 1991 (dissolució de la Unió Soviètica).

## Globalització
La globalització o canvi global és el conjunt de variacions o alteracions en els sistemes socials o en els naturals (físics o biològics), els impactes dels quals no poden ser localitzats, ni socialment ni naturalment parlant, en cap lloc o conjunt d'indrets, sinó que afecten el conjunt de la Terra, la societat i els individus. Es pot considerar que la globalització és una sèrie complexa de processos que es produeixen simultàniament en l'àmbit econòmic, polític, tecnològic, cultural i ecològic (tot i que a molt diverses velocitats i implicacions) i que abasten la major part de les regions del planeta.
Una premissa bàsica de l'estudi de la globalització és considerar que el món constitueix un únic ordre social i natural. Malgrat la tendència a destacar-ne únicament els aspectes econòmics, cal assenyalar-ne el caràcter complex i multidimensional. En puresa, la globalització és un fenomen força antic amb una llarga genealogia històrica, però avui constitueix un dels factors socials més destacables i és un dels reptes més importants que les ciències socials es plantegen per al segle xxi. La globalització actual ha suscitat moltes crítiques i, fins i tot, ha motivat el naixement del moviment altermundista i antiglobalització.